# Nieuwe Steen
De Nieuwe Steen is een nieuwbouwwijk in het geografische centrum van de gemeente Hoorn. Oorspronkelijk werd dit gebied als deel van Risdam beschouwd.
Hier is in 1977/1981 het nieuwe stadhuis van Hoorn gebouwd, naar een ontwerp van architectenbureau Tauber te Alkmaar. De Groene Wijzend, het water dat het noordelijke en zuidelijke deel van het stadhuis van elkaar scheidt, vormde tot 1969 de grens tussen de gemeenten Hoorn en Zwaag. In dat jaar werd het gebied Risdam-Zuid naar Hoorn overgebracht, opdat in 1971 huizen gebouwd konden worden. In 1979 werden Zwaag en Blokker opgeheven.
In de wijk zijn veel bedrijven en scholen gevestigd. In 1981 is hier ook het nieuwe politiebureau gebouwd.
De naam is bedacht door de toenmalige wethouder Jan Fit naar analogie van de locaties van de twee eerdere bestuurscentra van de stad: op de Roode Steen en in de Nieuwstraat bij de Blauwe Steen. Het was de bedoeling dat de Nieuwe Steen voornamelijk een bedrijventerrein zou worden, maar eind jaren tachtig werd besloten op de lege plekken woningen te bouwen. De straatnamen in deze wijk bestaan uit soorten (half)edelstenen en andere "jonge" steensoorten zoals zand- en leisteen.

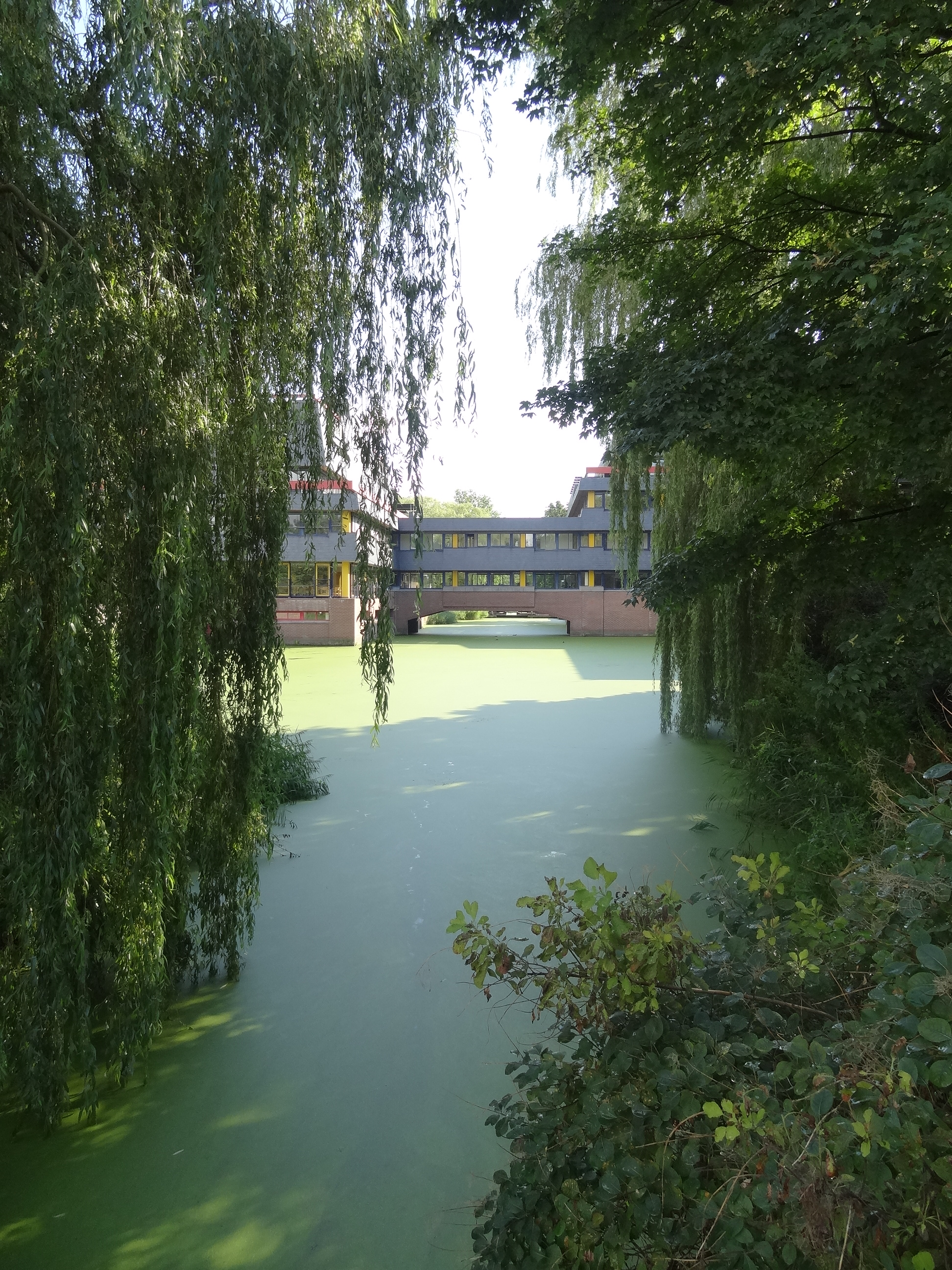
De Groene Wijzend met daarboven de brug van het stadhuis van Hoorn.